# Hess River
Hess River är ett vattendrag i Kanada.   Det ligger i territoriet Yukon, i den västra delen av landet, 4 100 km väster om huvudstaden Ottawa.
Trakten runt Hess River är nära nog obefolkad, med mindre än två invånare per kvadratkilometer.